# رویدادهای ترکیبی در المپیک
رویدادهای ترکیبی در بازی‌های المپیک تابستانی در چندین فرمت و قالب از رویدادهای چند ورزشی به رقابت گذاشته می‌شوند. امروزه دو رویداد ترکیبی دو و میدانی در برنامه فعلی دو و میدانی المپیک وجود دارد: یک ده‌گانهٔ مردان (دوی ۱۰۰ متر، پرش طول، پرتاب وزنه، پرش ارتفاع، ۴۰۰ متر، ۱۱۰ متر با مانع، پرتاب دیسک، پرش نیزه، پرتاب نیزه و ۱۵۰۰ متر) و هفت‌گانه بانوان (۱۰۰ متر با مانع، پرش ارتفاع، پرتاب وزنه، ۲۰۰ متر، پرش طول، پرتاب نیزه و ۸۰۰ متر).
اولین مسابقات چند رویدادی مردان در بازی‌های المپیک تابستانی ۱۹۰۴ رخ داد: ورزش‌های سه‌گانه شامل پرش طول، پرتاب تیر و دوی ۱۰۰ یارد بود. در آن دوره، همچنین در مسابقات قهرمانی همه‌جانبه ورزشکاران در بیش از ۱۰ رشتهٔ مختلف به رقابت می‌پرداختند که پایه و اساس مسابقات ده‌گانه بود. هیچ رویداد ترکیبی در بازی‌های بعدی برگزار نشد، اما بازی‌های المپیک تابستانی ۱۹۱۲ شاهد معرفی رویداد ده‌گانه مدرن و همچنین پنج‌گانه مردان (که برای سه بازی به طول می‌انجامید) بود. اولین مسابقه زنان در سال ۱۹۶۴ در قالب مسابقات پنج‌گانه زنان برگزار شد. این قالب اصلاح شد تا دو ورزش دیگر را شامل شود، به گونه ای که در بازی‌های المپیک تابستانی ۱۹۸۴ به هفت‌گانه تبدیل شد تا منعکس‌کننده توسعه ورزش زنان باشد.
رکورد المپیک در رشته دهگانه ۹۰۱۸ امتیاز است که توسط ورزشکار کانادایی دیمین وارنر در سال ۲۰۲۱ ثبت شده است. امتیاز ۷۲۹۱ جکی جوینر-کرسی در سال ۱۹۸۸ هم رکورد فعلی المپیک و هم رکورد جهانی هفتگانه است و این تنها موردی است که در المپیک رکوردش شکسته شده است. رکورد جهانی ده‌گانه مردان پیوند قوی با این رقابت‌ها داشته است، به طوری که دارندگان مدال طلای المپیک در سال‌های ۱۹۲۸، ۱۹۳۲، ۱۹۳۶، ۱۹۵۲، ۱۹۷۲، ۱۹۷۶ و ۱۹۸۴ رکورد جهانی را نیز بهبود بخشیده بودند.
پنج مرد تاکنون دو مقام در مسابقات ترکیبی المپیک کسب کرده‌اند. باب ماتیاس، دیلی تامپسون و اشتون ایتون همگی عناوین ده‌گانه را دو بار پشت سر هم به دست آورده‌اند، جیم تورپ هر دو عنوان قهرمانی ده‌گانه و پنج‌گانه را در سال ۱۹۱۲ به دست آورد، و ایرو لتونن دو عنوان پنج‌گانه المپیک را کسب کرد. نفیساتو تیام با کسب سه عنوان قهرمانی المپیک در مسابقات هفتگانه موفق‌ترین ورزشکار این رشتهٔ ورزشی است، او در کنار جکی جوینر-کرسی تنها ورزشکاران مسابقات ترکیبی با سه مدال المپیک هستند.
در سال ۱۹۱۲، تورپ توسط گوستاو پنجم سوئدی به عنوان " بزرگترین ورزشکار جهان " انتخاب شد و از آن زمان تاکنون، این عنوان به‌طور سنتی در رسانه‌ها به قهرمان ده‌گانه المپیک اعطا می‌شود. دو مدال طلای تورپ در سال ۱۹۱۳ میلادی به این دلیل که او قوانین آماتوری را زیر پا گذاشته بود (به دلیل گرفتن پول برای بازی بیسبال) از او پس گرفته شد، اما کمیته بین‌المللی المپیک او را در سال ۱۹۸۲، ۳۰ سال پس از مرگش، به عنوان قهرمان بازشناخت و البته دیگر مدال آوران تنزل رتبه نیافتند.
بازی‌های بین‌المللی ۱۹۰۶ که اکنون به عنوان یک رویداد المپیک رسمی در نظر گرفته نمی‌شود، رویدادی مبتنی بر پنج‌گانه المپیک باستان را به نمایش گذاشت که چهار مسابقه دو و میدانی را با یک مسابقه کشتی ترکیب می‌کرد.

## خلاصه مدال

### ده‌گانه مردان
| بازی‌ها         | طلا                                 | نقره                                        | برنز                               |
| ۱۹۱۲ استکهلم   | جیم تورپ · ایالات متحده آمریکا      | هیوگو ویسلاندر · سوئد · چارلز لومبرگ · سوئد | گوستا هولمار · سوئد                |
| ۱۹۲۰ آنتورپ    | هلگه لولاند · نروژ                  | بروتوس همیلتون · ایالات متحده آمریکا        | برتیل اولسون · سوئد                |
| ۱۹۲۴ پاریس     | هارولد آزبورن · ایالات متحده آمریکا | امرسون نورتون · ایالات متحده آمریکا         | الکساندر کلومبرگ · استونی          |
| ۱۹۲۸ آمستردام  | پاوو اورگولا · فنلاند               | آکیلس یاروینن · فنلاند                      | Ken Doherty · ایالات متحده آمریکا  |
| ۱۹۳۲ لوس آنجلس | جیم باوش · ایالات متحده آمریکا      | آکیلس یاروینن · فنلاند                      | وولراد ایبرله · آلمان              |
| ۱۹۳۶ برلین     | گلن موریس · ایالات متحده آمریکا     | Bob Clark · ایالات متحده آمریکا             | Jack Parker · ایالات متحده آمریکا  |
| ۱۹۴۸ لندن      | باب متیاس · ایالات متحده آمریکا     | اینیاس آینریش · فرانسه                      | فلوید سیمونز · ایالات متحده آمریکا |
| ۱۹۵۲ هلسینکی   | باب متیاس · ایالات متحده آمریکا     | میلت کمپل · ایالات متحده آمریکا             | فلوید سیمونز · ایالات متحده آمریکا |
| ۱۹۵۶ ملبورن    | میلت کمپل · ایالات متحده آمریکا     | رافر جانسون · ایالات متحده آمریکا           | Vasili Kuznetsov · اتحاد شوروی     |
| ۱۹۶۰ رم        | رافر جانسون · ایالات متحده آمریکا   | یانگ چوان-کوانگ · چین                       | Vasili Kuznetsov · اتحاد شوروی     |
| ۱۹۶۴ توکیو     | ویلی هولدورف · تیم متحد آلمان       | رین اون · اتحاد شوروی                       | هانز-یواخیم والده · تیم متحد آلمان |
| ۱۹۶۸ مکزیکو    | بیل تومی · ایالات متحده آمریکا      | هانز-یواخیم والده · آلمان غربی              | کورت بندلین · آلمان غربی           |
| ۱۹۷۲ مونیخ     | میکولا آویلود · اتحاد شوروی         | لئونید لیتوینکو · اتحاد شوروی               | ریسارد کتوس · لهستان               |
| ۱۹۷۶ مونترال   | Bruce Jenner · ایالات متحده آمریکا  | گیدو کراچمر · آلمان غربی                    | میکولا آویلود · اتحاد شوروی        |
| ۱۹۸۰ موسکو     | دیلی تامپسون · بریتانیای کبیر       | یوری کوتسنکو · اتحاد شوروی                  | سرگئی ژلانوف · اتحاد شوروی         |
| ۱۹۸۴ لوس آنجلس | دیلی تامپسون · بریتانیای کبیر       | یورگن هینگسن · آلمان غربی                   | زیگفرید ونتز · آلمان غربی          |
| ۱۹۸۸ سئول      | کریستین شنک · آلمان شرقی            | تورستن فوس · آلمان شرقی                     | Dave Steen · کانادا                |
| ۱۹۹۲ بارسلون   | روبرت زمنیلیک · چکسلواکی            | آنتونیو پنیالبر · اسپانیا                   | Dave Johnson · ایالات متحده آمریکا |
| ۱۹۹۶ آتلانتا   | دن اوبرایان · ایالات متحده آمریکا   | فرانک بوزمان · آلمان                        | توماش دووژاک · جمهوری چک           |
| ۲۰۰۰ سیدنی     | ارکی نول · استونی                   | رومان شبرل · جمهوری چک                      | کریس هافینز · ایالات متحده آمریکا  |
| ۲۰۰۴ آتن       | رومان شبرل · جمهوری چک              | برایان کلی · ایالات متحده آمریکا            | دمیتری کارپوف · قزاقستان           |
| ۲۰۰۸ پکن       | برایان کلی · ایالات متحده آمریکا    | آندری کراوچانکا · بلاروس                    | لئونل سوآرس · کوبا                 |
| ۲۰۱۲ لندن      | اشتون ایتون · ایالات متحده آمریکا   | تری هاردی · ایالات متحده آمریکا             | لئونل سوآرس · کوبا                 |
| ۲۰۱۶ ریو       | اشتون ایتون · ایالات متحده آمریکا   | کوین میر · فرانسه                           | دیمین وارنر · کانادا               |
| ۲۰۲۰ توکیو     | دیمین وارنر · کانادا                | کوین میر · فرانسه                           | اشلی مالونی · استرالیا             |
| ۲۰۲۴ پاریس     | مارکوس روت · نروژ                   | لئو نویگباوئر · آلمان                       | لیندون ویکتور · گرنادا             |

#### مدال آوران با چند عنوان
| رتبه | ورزشکار            | کشور                                    | المپیکها  | طلا | نقره | برنز | جمع |
| ---- | ------------------ | --------------------------------------- | --------- | --- | ---- | ---- | --- |
| 1=   | Bob Mathias        | ایالات متحده آمریکا (USA)               | ۱۹۴۸–۱۹۵۲ | ۲   | ۰    | ۰    | ۲   |
| 1=   | Daley Thompson     | بریتانیای کبیر (GBR)                    | ۱۹۸۰–۱۹۸۴ | ۲   | ۰    | ۰    | ۲   |
| 1=   | Ashton Eaton       | ایالات متحده آمریکا (USA)               | ۲۰۰۸–۲۰۱۶ | ۲   | ۰    | ۰    | ۲   |
| 4=   | Milt Campbell      | ایالات متحده آمریکا (USA)               | ۱۹۵۲–۱۹۵۶ | ۱   | ۱    | ۰    | ۲   |
| 4=   | Rafer Johnson      | ایالات متحده آمریکا (USA)               | ۱۹۵۶–۱۹۶۰ | ۱   | ۱    | ۰    | ۲   |
| 4=   | Roman Šebrle       | جمهوری چک (CZE)                         | ۲۰۰۰–۲۰۰۴ | ۱   | ۱    | ۰    | ۲   |
| 4=   | Bryan Clay         | ایالات متحده آمریکا (USA)               | ۲۰۰۴–۲۰۰۸ | ۱   | ۱    | ۰    | ۲   |
| 8=   | Mykola Avilov      | اتحاد شوروی (URS)                       | ۱۹۷۲–۱۹۷۶ | ۱   | ۰    | ۱    | ۲   |
| 8=   | Damian Warner      | کانادا (CAN)                            | ۲۰۱۶–۲۰۲۰ | ۱   | ۰    | ۱    | ۲   |
| 10=  | Akilles Järvinen   | فنلاند (FIN)                            | ۱۹۲۸–۱۹۳۲ | ۰   | ۲    | ۰    | ۲   |
| 10=  | Kevin Mayer        | فرانسه (FRA)                            | ۲۰۱۶–۲۰۲۰ | ۰   | ۲    | ۰    | ۲   |
| ۱۲   | Hans-Joachim Walde | آلمان غربی (FRG) · تیم متحد آلمان (EUA) | ۱۹۶۴–۱۹۶۸ | ۰   | ۱    | ۱    | ۲   |
| 13=  | Floyd Simmons      | ایالات متحده آمریکا (USA)               | ۱۹۴۸–۱۹۵۲ | ۰   | ۰    | ۲    | ۲   |
| 13=  | Vasili Kuznetsov   | اتحاد شوروی (URS)                       | ۱۹۵۶–۱۹۶۰ | ۰   | ۰    | ۲    | ۲   |
| 13=  | Leonel Suárez      | کوبا (CUB)                              | ۲۰۰۸–۲۰۱۲ | ۰   | ۰    | ۲    | ۲   |

#### بر حسب کشور
| رتبه | کشور                      | طلا | نقره | برنز | جمع |
| ---- | ------------------------- | --- | ---- | ---- | --- |
| ۱    | ایالات متحده آمریکا (USA) | ۱۴  | ۸    | ۷    | ۲۹  |
| 2=   | بریتانیای کبیر (GBR)      | ۲   | ۰    | ۰    | ۲   |
| 2=   | نروژ (NOR)                | ۲   | ۰    | ۰    | ۲   |
| ۴    | اتحاد شوروی (URS)         | ۱   | ۳    | ۴    | ۸   |
| ۵    | آلمان (GER)[nb]           | ۱   | ۲    | ۲    | ۵   |
| ۶    | فنلاند (FIN)              | ۱   | ۲    | ۰    | ۳   |
| ۷    | سوئد (SWE)                | ۱   | ۱    | ۲    | ۴   |
| ۸    | جمهوری چک (CZE)           | ۱   | ۱    | ۱    | ۳   |
| ۹    | آلمان شرقی (GDR)          | ۱   | ۱    | ۰    | ۲   |
| ۱۰   | کانادا (CAN)              | ۱   | ۰    | ۲    | ۳   |
| ۱۱   | استونی (EST)              | ۱   | ۰    | ۱    | ۲   |
| ۱۲   | چکسلواکی (TCH)            | ۱   | ۰    | ۰    | ۱   |
| ۱۳   | آلمان غربی (FRG)          | ۰   | ۳    | ۲    | ۵   |
| ۱۴   | فرانسه (FRA)              | ۰   | ۳    | ۰    | ۳   |
| 15=  | بلاروس (BLR)              | ۰   | ۱    | ۰    | ۱   |
| 15=  | چین (ROC)                 | ۰   | ۱    | ۰    | ۱   |
| 15=  | اسپانیا (ESP)             | ۰   | ۱    | ۰    | ۱   |
| ۱۸   | کوبا (CUB)                | ۰   | ۰    | ۲    | ۲   |
| 19=  | قزاقستان (KAZ)            | ۰   | ۰    | ۱    | ۱   |
| 19=  | لهستان (POL)              | ۰   | ۰    | ۱    | ۱   |
| 19=  | استرالیا (AUS)            | ۰   | ۰    | ۱    | ۱   |
| 19=  | گرنادا (GRN)              | ۰   | ۰    | ۱    | ۱   |

- nb  The German total includes teams both competing as Germany and the تیم متحد آلمان، but not East or West Germany.

### هفتگانه زنان
| بازی‌ها         | طلا                                  | نقره                                     | برنز                         |
| ۱۹۸۴ لوس آنجلس | گلینیس نان · استرالیا                | جکی جوینر-کرسی · ایالات متحده آمریکا     | زابینه ایفرتس · آلمان غربی   |
| ۱۹۸۸ سئول      | جکی جوینر-کرسی · ایالات متحده آمریکا | زابینه یوهن · آلمان شرقی                 | آنکه بومر · آلمان شرقی       |
| ۱۹۹۲ بارسلون   | جکی جوینر-کرسی · ایالات متحده آمریکا | ایرینا بلووا · تیم متحد                  | زابینه براون · آلمان         |
| ۱۹۹۶ آتالانتا  | غاده شعاع · سوریه                    | ناتلیا سازانوویچ · بلاروس                | دنیس لوئیس · بریتانیای کبیر  |
| ۲۰۰۰ سیدنی     | دنیس لوئیس · بریتانیای کبیر          | یلنا پروخوروا · روسیه                    | ناتلیا سازانوویچ · بلاروس    |
| ۲۰۰۴ آتن       | کارولینا کلیفت · سوئد                | اوسترا اسکوییته · لیتوانی                | کلی سوترتون · بریتانیای کبیر |
| ۲۰۰۸ پکن       | ناتالیا دوبرینسکا · اوکراین          | هیلاس فانتین · ایالات متحده آمریکا       | کلی سوترتون · بریتانیای کبیر |
| ۲۰۱۲ لندن      | جسیکا انیس-هیل · بریتانیای کبیر      | لیلی شوارتزکوف · آلمان                   | اوسترا اسکوییته · لیتوانی    |
| ۲۰۱۶ ریو       | نفیساتو تیام · بلژیک                 | جسیکا انیس-هیل · بریتانیای کبیر          | برین تیسن-ایتون · کانادا     |
| ۲۰۲۰ توکیو     | نفیساتو تیام · بلژیک                 | آنوک وتر · هلند                          | اما اوستروخل · هلند          |
| ۲۰۲۴ پاریس     | نفیساتو تیام · بلژیک                 | کاتارینا جانسون-تامپسون · بریتانیای کبیر | نور فیدتس · بلژیک            |

#### مدال آوران با چند عنوان
هفت زن در مسابقات هفت‌گانه المپیک مدال‌های متعددی کسب کرده‌اند، در حالی که یک نفر هشتم در پنج‌گانه المپیک قبلی به این موفقیت دست یافت. از این تعداد، تنها جکی جوینر-کرسی و نفیساتو تیام موفق به کسب سه مدال شده‌اند. فقط نفیساتو تیام سه عنوان قهرمانی را کسب کرد.
| رتبه  | ورزشکار              | کشور                      | المپیکها  | طلا | نقره | برنز | جمع |
| ----- | -------------------- | ------------------------- | --------- | --- | ---- | ---- | --- |
| ۱     | Nafissatou Thiam     | بلژیک (BEL)               | ۲۰۱۶–۲۰۲۴ | ۳   | ۰    | ۰    | ۳   |
| ۲     | Jackie Joyner-Kersee | ایالات متحده آمریکا (USA) | ۱۹۸۴–۱۹۹۲ | ۲   | ۱    | ۰    | ۳   |
| ۳     | Jessica Ennis        | بریتانیای کبیر (GBR)      | ۲۰۱۲–۲۰۱۶ | ۱   | ۱    | ۰    | ۲   |
| ۴     | Denise Lewis         | بریتانیای کبیر (GBR)      | ۱۹۹۶–۲۰۰۰ | ۱   | ۰    | ۱    | ۲   |
| 5=    | Natallia Sazanovich  | بلاروس (BLR)              | ۱۹۹۶–۲۰۰۰ | ۰   | ۱    | ۱    | ۲   |
| 5=    | Austra Skujytė       | لیتوانی (LTU)             | ۲۰۰۴–۲۰۱۲ | ۰   | ۱    | ۱    | ۲   |
| ۷     | Kelly Sotherton      | بریتانیای کبیر (GBR)      | ۲۰۰۴–۲۰۰۸ | ۰   | ۰    | ۲    | ۲   |
|       |                      |                           |           |     |      |      |     |
| [ ب ] | Burglinde Pollak     | آلمان شرقی (GDR)          | ۱۹۷۲–۱۹۷۶ | ۰   | ۰    | ۲    | ۲   |

1. ↑  Jenner is now known as Caitlyn due to گذار جنسیت in 2015.[۶]
2. ↑  Pentathlon medalist

#### بر حسب کشور
| رتبه | کشور                      | طلا | نقره | برنز | جمع |
| ---- | ------------------------- | --- | ---- | ---- | --- |
| ۱    | بلژیک (BEL)               | ۳   | ۰    | ۱    | ۴   |
| ۲    | بریتانیای کبیر (GBR)      | ۲   | ۲    | ۳    | ۷   |
| ۳    | ایالات متحده آمریکا (USA) | ۲   | ۲    | ۰    | ۴   |
| 4=   | استرالیا (AUS)            | ۱   | ۰    | ۰    | ۱   |
| 4=   | سوئد (SWE)                | ۱   | ۰    | ۰    | ۱   |
| 4=   | سوریه (SYR)               | ۱   | ۰    | ۰    | ۱   |
| 4=   | اوکراین (UKR)             | ۱   | ۰    | ۰    | ۱   |
| 8=   | روسیه (RUS)               | ۰   | ۱    | ۱    | ۲   |
| 8=   | بلاروس (BLR)              | ۰   | ۱    | ۱    | ۲   |
| 8=   | آلمان شرقی (GDR)          | ۰   | ۱    | ۱    | ۲   |
| 8=   | آلمان (GER)               | ۰   | ۱    | ۱    | ۲   |
| 8=   | لیتوانی (LTU)             | ۰   | ۱    | ۱    | ۲   |
| 8=   | هلند (NED)                | ۰   | ۱    | ۱    | ۲   |
| ۱۴   | تیم متحد (EUN)            | ۰   | ۱    | ۰    | ۱   |
| 15=  | کانادا (CAN)              | ۰   | ۰    | ۱    | ۱   |
| 15=  | آلمان غربی (FRG)          | ۰   | ۰    | ۱    | ۱   |

## رویدادهای منحله

### مردان همه ادوار
متشکل از دوی ۱۰۰ یارد، پرتاب تیر، پرش ارتفاع، ۸۸۰ پیاده‌روی، پرتاب چکش، پرش با نیزه، ۱۲۰ با مانع، پرتاب وزنه، پرش طول و دوی مایل.
| بازی‌ها         | طلا            | نقره           | برنز              |
| ۱۹۰۴ سنت لوئیس | تام کیلی (GBR) | ادام گان (USA) | تراکستون هر (USA) |

### سه‌گانه مردان
شامل پرش طول، پرتاب تیر و دوی ۱۰۰ یارد.
| بازی‌ها         | طلا             | نقره           | برنز             |
| ۱۹۰۴ سنت لوئیس | مکس امریک (USA) | جان گریب (USA) | ویلیام مرز (USA) |

### پنج‌گانه مردان
شامل پرش طول، پرتاب نیزه، ۲۰۰ متر، پرتاب دیسک و ۱۵۰۰ متر بود. ایرو لهتونن موفق‌ترین ورزشکار در تاریخ سه دوره این رویداد بود که دو مدال از سه مدال طلای ممکن را به دست آورد و تنها فردی بود که دو بار به سکو رسید.
| بازی‌ها       | طلا                            | نقره                                                     | برنز                               |
| ۱۹۱۲ استکهلم | جیم تورپ · ایالات متحده آمریکا | فردیناند بیه · نروژ · جیمز داناهیو · ایالات متحده آمریکا | فرانک لوکمن · کانادا               |
| ۱۹۲۰ آنتورپ  | ارو لهتونن · فنلاند            | اورت برادلی · ایالات متحده آمریکا                        | هوگو لاتینن · فنلاند               |
| ۱۹۲۴ پاریس   | ارو لهتونن · فنلاند            | المر شمفائی · مجارستان                                   | رابرت لژاندر · ایالات متحده آمریکا |

### پنج‌گانه زنان
شامل ۱۰۰ متر با مانع، پرتاب نیزه، پرش ارتفاع، پرش طول و ۲۰۰ متر است. در سال ۱۹۸۰، ۲۰۰ متر با ۸۰۰ متر جایگزین شد. بورگلند پولاک، برنده مدال برنز در سال‌های ۱۹۷۲ و ۱۹۷۶، تنها زنی بود که در طول تاریخ پنج دوره المپیک، دو مدال پنج‌گانه المپیک را کسب کرد.
| بازی‌ها       | طلا                          | نقره                               | برنز                         |
| ۱۹۶۴ توکیو   | ایرینا پرس · اتحاد شوروی     | مری رند · بریتانیای کبیر           | گالینا بیستروا · اتحاد شوروی |
| ۱۹۶۸ مکزیکو  | اینگرید بکر · آلمان غربی     | لیزه پرو · اتریش                   | آناماریا توت · مجارستان      |
| ۱۹۷۲ مونیخ   | ماری پترز · بریتانیای کبیر   | هیده روزندال · آلمان غربی          | بورگلینده پولاک · آلمان شرقی |
| ۱۹۷۶ مونترال | زیگرون سیگل · آلمان شرقی     | کریستینه لازر · آلمان شرقی         | بورگلینده پولاک · آلمان شرقی |
| ۱۹۸۰ موسکو   | نادژدا تکاچنکو · اتحاد شوروی | اولگا روکاویشینیکووا · اتحاد شوروی | اولگا کورگینا · اتحاد شوروی  |

### آمارنامه‌ها =
- Athletics Athletics Men's Pentathlon Medalists. Sports Reference. Retrieved on 2014-05-22.
- Athletics Men's Decathlon Medalists. Sports Reference. Retrieved on 2014-05-22.
- Athletics Men's All-Around Championship Medalists. Sports Reference. Retrieved on 2014-05-22.
- Athletics Women's Pentathlon Medalists. Sports Reference. Retrieved on 2014-05-22.
- Athletics Women's Heptathlon Medalists. Sports Reference. Retrieved on 2014-05-22.

Olympic record progressions
- Mallon, Bill (2012). TRACK & FIELD ATHLETICS - OLYMPIC RECORD PROGRESSIONS. Track and Field News. Retrieved on 2014-02-07.